# St. Bonifatius (Windshausen)

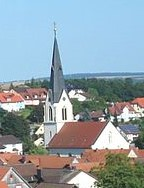
Die Kirche in Windshausen

Die römisch-katholische Filialkirche St. Bonifatius ist die Dorfkirche von Windshausen, einem Gemeindeteil der Gemeinde Hohenroth im unterfränkischen Landkreis Rhön-Grabfeld. Hohenroth ist ein Teil der Pfarreiengemeinschaft „Don Bosco Am Salzforst“. Die Kirche gehört zu den Baudenkmälern von Hohenroth und ist zusammen mit der Kirchhofmauer unter der Nummer D-6-73-135-18 in der Bayerischen Denkmalliste registriert.

## Geschichte
Windshausen war eine Filiale der Pfarrei Burgwallbach. Die Kirche wurde im Jahr 1889 im neugotischen Stil errichtet und ersetzte ein baufälliges älteres Kirchengebäude.

## Beschreibung
Der Kirchturm hat einen Spitzhelm und steht im Osten als Chorturm. Sein Untergeschoss dient als Chor. Das Langhaus mit Satteldach besitzt drei Fensterachsen. Die Fenster der Kirche sind spitzbogig mit Maßwerk.

## Ausstattung
Die Ausstattung besteht im Wesentlichen aus dem  neugotischen Hochaltar. Die Orgel auf der westlichen Empore ist ein Werk von Franz Hochrein (Mühlbach) aus dem Jahr 1890. Die Kirche verfügt über ein beachtliches  Geläut von fünf Glocken mit den Tönen f’ − g′ − a′ − c″ − d”.